# Campeonato Mundial de Piragüismo en Eslalon de 1983
El XVIII Campeonato Mundial de Piragüismo en Eslalon se celebró en Merano (Italia) entre el 11 y el 19 de junio de 1983 bajo la organización de la Federación Internacional de Piragüismo (ICF) y la Federación Italiana de Piragüismo.
Las competiciones se realizaron en el canal de piragüismo en eslalon acondicionado en el río Passirio, al nordeste de la ciudad italiana.

## Medallistas

### Masculino
| Evento         | Oro | Plata | Bronce                                                                                                   |
| -------------- | --- | --- | --- |
| K1 individual  | Richard Fox Reino Unido 207,18 pts.                                                                                 | Anton Prijon RFA 211,32 pts.                                                                                   | Peter Micheler RFA 212,37 pts.                                                                           |
| C1 individual  | Jon Lugbill Estados Unidos 221,94                                                                                   | David Hearn Estados Unidos 222,87                                                                              | Jože Vidmar Yugoslavia 234,27                                                                            |
| C2 individual  | Lecky Haller Fritz Haller Estados Unidos 246,33                                                                     | Pierre Calori Jacques Calori Francia 248,05                                                                    | Stephen Garvis Michael Garvis Estados Unidos 256,61                                                      |
| K1 por equipos | Richard Fox Paul McConkey James Dolan Reino Unido 232,24                                                            | Anton Prijon Peter Micheler Dirk Bovensmann RFA 235,16                                                         | Luboš Hilgert Ivan Hilgert Jiří Měchura Checoslovaquia 238,01                                            |
| C1 por equipos | Jon Lugbill David Hearn Kent Ford Estados Unidos 249,41                                                             | Juraj Ontko Jozef Hajdučík Karel Ťoupalík Checoslovaquia 276,16                                                | Martyn Hedges Peter Keane Jeremy Taylor Reino Unido 276,63                                               |
| C2 por equipos | Checoslovaquia Miroslav Hajdučík / Milan Kučera Dušan Zaťko / Ľudovít Tkáč František Slavík / Jiří Decastelo 288,57 | Estados Unidos Lecky Haller / Fritz Haller Stephen Garvis / Michael Garvis Charles Harris / John Harris 295,50 | Reino Unido Eric Jamieson / Robin Williams Michael Smith / Andrew Smith Robert Joce / Robert Owen 298,20 |

### Femenino
| Evento         | Oro                                                                  | Plata                                                             | Bronce                                                                     |
| -------------- | -------------------------------------------------------------------- | ----------------------------------------------------------------- | -------------------------------------------------------------------------- |
| K1 individual  | Elizabeth Sharman Reino Unido 232,34 pts.                            | Jane Roderick Reino Unido 236,34 pts.                             | Marie-Françoise Grange Francia 238,75 pts.                                 |
| K1 por equipos | Marie-Françoise Grange Sylvie Arnaud Myriam Jerusalmi Francia 270,76 | Elizabeth Sharman Jane Roderick Susan Garriock Reino Unido 285,51 | Marcela Hilgertová Eva Stavařová Marcela Kubričanová Checoslovaquia 287,41 |

## Medallero
| Núm. | País           | Oro | Plata | Bronce | Total |
| ---- | -------------- | --- | ----- | ------ | ----- |
| 1    | Reino Unido    | 3   | 2     | 2      | 7     |
| 2    | Estados Unidos | 3   | 2     | 1      | 6     |
| 3    | Checoslovaquia | 1   | 1     | 2      | 4     |
| 4    | Francia        | 1   | 1     | 1      | 3     |
| 5    | RFA            | 0   | 2     | 1      | 3     |
| 6    | Yugoslavia     | 0   | 0     | 1      | 1     |
|      | TOTAL          | 8   | 8     | 8      | 24    |